# Enrique Villarroya Llorens
Enrique Villarroya Llorens (castellà: Enrique Villarroya)  (València, 1844 - València, 1899) fou un polític valencià, diputat a les Corts Espanyoles durant la restauració borbònica.

## Biografia
Era nebot de Domingo Mascarós Vicente. La seva família tenia propietats a Ontinyent i València i es casà amb la filla del Marquès de San Joaquín. Es quedà orfe de pare als dos anys i la seva mare el va enviar a estudiar a França i Bèlgica. Allí va participar en el Congrés Liberal de Malines.
Quan tornà a València el 1864 treballà com a periodista a La Unión i El Valenciano, dirigits per Trinitario Ruiz Capdepón, aleshores cap de la Unió Liberal. El 1866 començà la carrera diplomàtica i el 1869 fou secretari del Ministre d'Estat, Juan Álvarez de Lorenzana y Guerrero. El novembre de 1869 dirigí el diari La Patria, que defensava la candidatura com a rei d'Espanya del duc de Montpensier. Després va formar part del Partit Constitucional i fou elegit diputat per Llíria a les eleccions generals espanyoles d'abril de 1872, alhora que exercia de corresponsal a Madrid de Le Français i de la Revue Generale.
Després del cop d'estat del general Pavía (gener de 1874) fou nomenat diputat provincial. Alhora, es distancià de Trinitario Ruiz Capdepón, i formà una fracció dissident liberal aplegada al costat del diari EL Comercio. Després de la restauració borbònica fou elegit diputat del Partit Constitucional pel districte de Llíria a les eleccions generals espanyoles de 1876. Fou derrotat a les eleccions de 1879, però fou novament elegit diputat pel districte de Llíria a les eleccions generals espanyoles de 1881 per Izquierda Dinástica, i pel de Xelva a les eleccions generals espanyoles de 1884, aquest cop dins les files del Partit Liberal Fusionista. El 1889 fou nomenat senador per la província de Toledo, el 1891 ho fou per la Universitat de València i el 1893 per la província de Castelló.

## Obres
- Eulalia (1865), novel·la